# أبلق فنشي
أبلق فنشي (الاسم العلمي: Oenanthe finschii) (بالإنجليزية: Finsch's Wheatear)‏ هو نوع من الطيور يتبع جنس الأبلق من فصيلة صائدات الذباب.